# Ferdinand Frithum
Ferdinand Frithum (* 2. März 1891 in Wien, Österreich-Ungarn; † 9. Juni 1957 in Wien, Österreich) war ein österreichischer Fußballspieler. Der Stürmer konnte 1919 mit seinem Stammklub Vienna in die Erste Klasse aufsteigen. Als Trainer führte er den Klub später zu zwei Meisterschaften und dem Sieg im Mitropacup.

## Karriere
Ferdinand Frithum begann seine Karriere beim DFC Wien und stürmte ab 1911 für die Vienna in der Ersten Klasse. Nach dem Abstieg der Vienna 1914 und dem folgenden Boykott gegenüber dem ÖFV ging er zwischenzeitlich zum WAC, ehe er 1918 wieder zu seinem Stammklub nach Döbling in die Zweite Klasse zurückkehrte. 1919 gelang der Aufstieg in die Erste Klasse, Ferdinand Frithum war mit 14 beziehungsweise 10 Toren bester Vereinsschütze in den ersten beiden Erstligasaisonen und somit maßgeblich am Klassenerhalt beteiligt. 
Gemeinsam mit seinen Sturmpartnern Alois Tremmel und Franz Eckl kam er am 9. November 1919 in Budapest gegen Ungarn zu einem Länderspieleinsatz. Dies war unter anderem auf die Tatsache zurückzuführen, dass Rapid – die beim vorhergehenden Länderspiel immerhin neun von zehn Feldspielern stellten – keine Spieler bereitstellte, da man ein Meisterschaftsspiel gegen Wacker auf dem Programm hatte. Ferdinand Frithum spielte bis 1923 für die Vienna, zog sich anschließend aus beruflichen Gründen zurück. Er wurde Disponent der Firma Schenker & Co.
Nach Verlust seines Arbeitsplatzes 1926 wurde Ferdinand Frithum vom Vienna-Vorstand im Februar 1926 nach dem Abgang von Richard Dombi zum FC Barcelona zum neuen Trainer bestellt und machte seine Amtszeit, die bis 1935 währte, zu einer der erfolgreichsten Epochen der Vienna-Geschichte. Bereits die Saison 1925/26 beendete er als Vizemeister. Die Titelsammlung begann mit den beiden ersten Titeln im ÖFB-Cup 1929 und 1930 und erfuhr ihren Höhepunkt mit den österreichischen Meisterschaften 1931, 1933 und dem Mitropapokal 1931. Dombis Mannschaft, in der sich bereits die späteren Wunderteamspieler Karl Rainer, Josef Blum – mit dem Frithum noch aktiv spielte –, Leopold Hofmann und Friedrich „Fritz“ Gschweidl befanden, konnte Frithum zu einer der besten Vereinsmannschaften Europas formen. Im Feber 1935 ersuchte Frithum, der auch Sektionsleiter war, um Auflösung seines Vertrags. Fritz Gschweidl beerbte ihm im Traineramt.
Im Mai 1936 wurde er vom französischen FC Metz engagiert. Nachdem er in der Saison 1936/37 Siebter geworden war, wurde Anfang November sein Vertrag beim Verein Anfang November 1937 im "gegenseitigen Einvernehmen" aufgelöst.

## Erfolge
- 1-mal Sieger Mitropapokal: 1931

- 2-mal Österreichischer Meister: 1931, 1933
- 2-mal Österreichischer Cupsieger: 1929, 1930
- 1-mal Österreichischer Zweitligameister: 1919

- 1 Spiel für die österreichische Fußballnationalmannschaft 1919

| Personendaten    | Personendaten                                |
| ---------------- | -------------------------------------------- |
| NAME             | Frithum, Ferdinand                           |
| KURZBESCHREIBUNG | österreichischer Fußballspieler und -trainer |
| GEBURTSDATUM     | 2. März 1891                                 |
| GEBURTSORT       | Wien                                         |
| STERBEDATUM      | 9. Juni 1957                                 |
| STERBEORT        | Wien                                         |